# Mur géologique de Géromont
Le mur géologique de Géromont est une échelle stratigraphique monumentale réalisée avec des roches extraites de carrières situées en Wallonie (Belgique).  Des roches représentatives de périodes géologiques s'étendant du Cambrien (540 millions d'années) au Quaternaire (actuel), se succèdent, par ordre chronologique, sur 54 mètres, à raison de un mètre pour dix millions d'années.  Le mur incliné suivant le pendage des couches de grès Famennien exploité par une ancienne carrière est adossé au versant sud de la vallée de l'Ourthe au nord de Comblain-la-Tour, sur la commune de Comblain-au-Pont.

## Genèse
L'idée naquit lors d'une rencontre de Paolo Gasparotto, sculpteur sur pierre et murailleur avec Camille Ek, professeur de géologie à l'université de Liège en 2004,,.
Ce projet a tout d'abord été soutenu par l'Agence de Développement Local (ADL) de Comblain-au-Pont, par le Centre d'interprétation de la Pierre de Sprimont, et l'asbl "Les découvertes de Comblain" qui assure depuis 2016 la gestion et l'encadrement de cette œuvre pédagogique.   
Grâce à cette bonne collaboration entre différentes administrations, des acteurs associatifs, des entreprises d'extraction et la participation de nombreux bénévoles, l'idée est en cours de concrétisation (2022).

## Localisation
Le mur est édifié sur la pente d'un versant sud de la vallée de l'Ourthe près des haldes d'une carrière abandonnée.  Il s'agit du site d'une ancienne carrière souterraine de grès à Géromont, hameau carrier de Comblain-au-Pont.  On y extrayait du grès Famennien (psammite) destiné à la production de pavés et de pierres de construction.  C'est un site de grand intérêt biologique,.  On y recense, entre autres, de nombreux chiroptères qui ont trouvé refuge dans les anciennes carrières souterraines de ce versant bien exposé.  Non loin du mur, se trouve le bâtiment du "Centre d'interprétation de la chauve-souris".

## Composition pétrographique
Le lourd ensemble des strates rocheuses est retenu par une bêche: il s'agit d'une butée située à sa base et destinée à résister à l'effort horizontal de glissement du talus. L'ouvrage est composé d'une succession de bancs de blocs de roches disposés à la manière d'un  mur de pierre sèche sur une épaisseur d'environ cinquante centimètres.  À l'exception d'une couche de roche magmatique (le porphyre de Quenast), il est composé de roches sédimentaires  qui se sont déposées au cours des pérégrinations de l'Ardenne au fil des temps géologiques.  La région se déplaça du cercle polaire antarctique à sa latitude actuelle et fût tantôt submergée, tantôt émergée, parfois même au sommet d'une montagne.  La succession des roches racontent cette histoire.

### Paléozoïque (Primaire)
Durant l'ère paléozoïque, la Wallonie, située en bord de plaque tectonique, a connu deux orogenèses : l'orogenèse calédonienne et l'orogenèse varisque ou hercynienne qui a donné le Massif ardennais.  Ces deux orogenèses expliquent le pendage important de certaines strates rocheuses qui se sont déposées à l'horizontale lorsque la région était submergée avant son soulèvement.  Par exemple, les dalles du site d'escalade de Tilff qui date du Frasnien.

#### Cambrien
La couche du Cambrien est composée de quartzites et de phyllades.  Il s'agit de roches détritiques, indurées, peu carbonatées, accumulées au fond d'un bassin sédimentaire marin relativement profond, sous forme de turbidites (roches sédimentaires mises en place à la suite d'un écoulement de sédiments le long d'une pente sous-marine).  On trouve en Wallonie, six massifs calédoniens.  Les roches du mur proviennent du Groupe de Deville du Massif de Stavelot (en) , extraite à Lasnenville et Hourt, et du Groupe de Revin, où un éboulement à Trois-Ponts a fourni de la matière à bon compte.  Le Cambrien ayant duré 40 millions d'années, cette période occupe les 4 premiers mètres du mur.

#### Ordovicien
Au cours de l'Ordovicien, de l'argile s'est ensuite déposé formant du schiste et des phyllades que l'on retrouve sur le pourtour du Massif de Stavelot.  C'est dans cette couche que l'on extrait les ardoises qui recouvrent les toits ardennais et parfois aussi des moellons utilisés pour les murs ainsi que le célèbre coticule de Vielsalm des pierres à aiguiser.

#### Silurien
Le Silurien connaît également des dépôts sédimentaires mais c'est également de cette période que datent les roches magmatiques que l'on trouve en Belgique.  C'est donc par du porphyre venant des carrières de Quenast (Brabant wallon) que cette couche est représentée.  On en a fait des pavés que l'on retrouvait dans toutes les villes de Belgique. Cette roche concassée résistante à l'abrasion fournit aussi le ballast des chemins de fer belges et les granulats des routes asphaltées.

#### Dévonien
Le Dévonien est constitué de plusieurs étages : le Lochkovien, le Praguien, l'Emsien, l'Eifélien, le Givétien, le Frasnien, le Famennien.  On y trouve des cailloux arrondis provenant de l'érosion de la Chaîne calédonienne cimentés par des minéraux lors de la diagenèse (recristallisation, induration) de la roche et formant un poudingue.  Une transgression marine entraîne la formation de schistes et de calcaires.  Des pierres que l'on peut polir avec un beau fini comme le marbre noir de Golzinne à Mazy et le marbre rouge de Vodelée, non loin de Philippeville, dans la Calestienne. Il ne s'agit pas ici de marbre au sens géologique strict, terme désignant une roche métamorphique, mais au sens ornemental: une roche prenant un beau poli.  C'est de cette période que date la Calestienne, une étroite bande de terrains calcaires de 2 à 10 km de large et de 130 km de long serpentant en Fagne-Famenne de la région de Chimay à celle de Remouchamps et dans laquelle on trouve de nombreuses grottes.

#### Carbonifère
Le Carbonifère est également constitué de plusieurs étages : le Tournaisien (calcaire très riche en silice amorphe dont l'usage comme granulats du béton est proscrit en raison de leur réaction expansive au contact des alcalins du ciment) et le Viséen (qui forment le Dinantien actuellement repris dans le Mississippien) suivis du Namurien, du Westphalien et du Stéphanien (qui forment le Silurien).
À cette époque, la Wallonie traverse l'Équateur et la végétation est luxuriante.  Nous lui devons les mines de charbon, exploitées dès le Moyen Âge là où le charbon affleure en surface comme à Liège et dans le Hainaut et plus tard dans le sous-sol (galeries situées à plus de -1000 m de profondeur) de Campine où les premières veines de charbon furent découvertes en 1901 grâce aux sondages réalisés par le géologue belge André Dumont (1847 – 1920).  À noter que les iguanodons de Bernissart, bien que découverts dans une mine de charbon ne datent pas de cette période, ils vécurent bien plus tard, au Crétacé.

#### Permien
Lors du Permien la région s'éloigne de l'Équateur et le cycle des saisons se retrouve rétabli. Le fer présent dans les roches est alternativement dissous par les eaux météoriques s'infiltrant dans le sous-sol pauvre en oxygène (Fe2+, forme réduite plus soluble) et précipité en surface (Fe3+, forme oxydée ~ 100 fois moins soluble) sous forme d'oxyde ferriques (Fe2O3).  Les oxydes de Fe(III) donnent une couleur rouge caractéristique aux roches de cette période.  On les retrouve souvent sous forme de poudingue contenant des galets roulés provenant de l'érosion de la Chaîne hercynienne.  Les échantillons de roches du Permien proviennent de la carrière de la Warche à Bévercé.

### Cénozoïque (Tertiaire et Quaternaire)

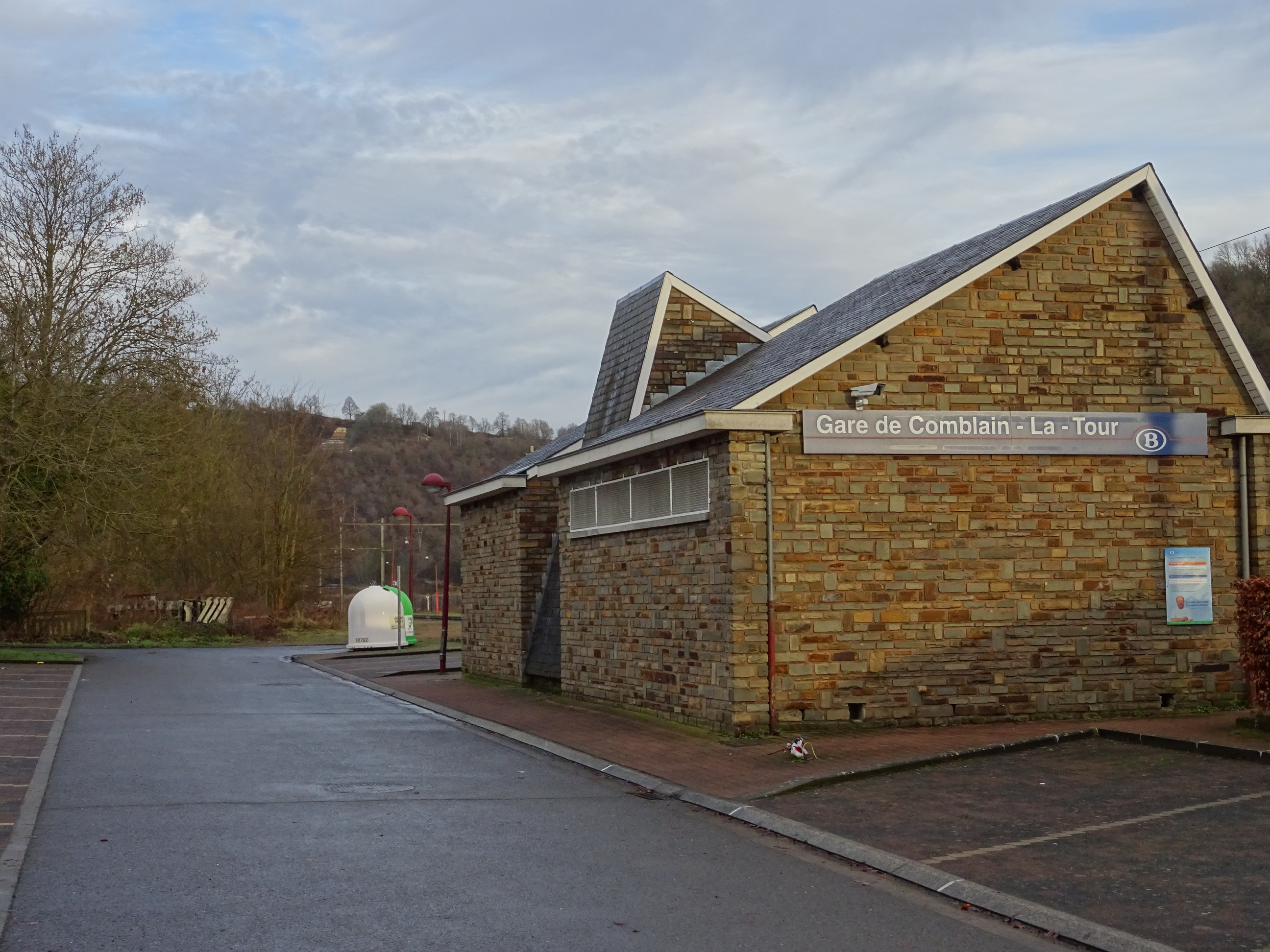
Le mur géologique vu au loin depuis la gare de Comblain-la-Tour
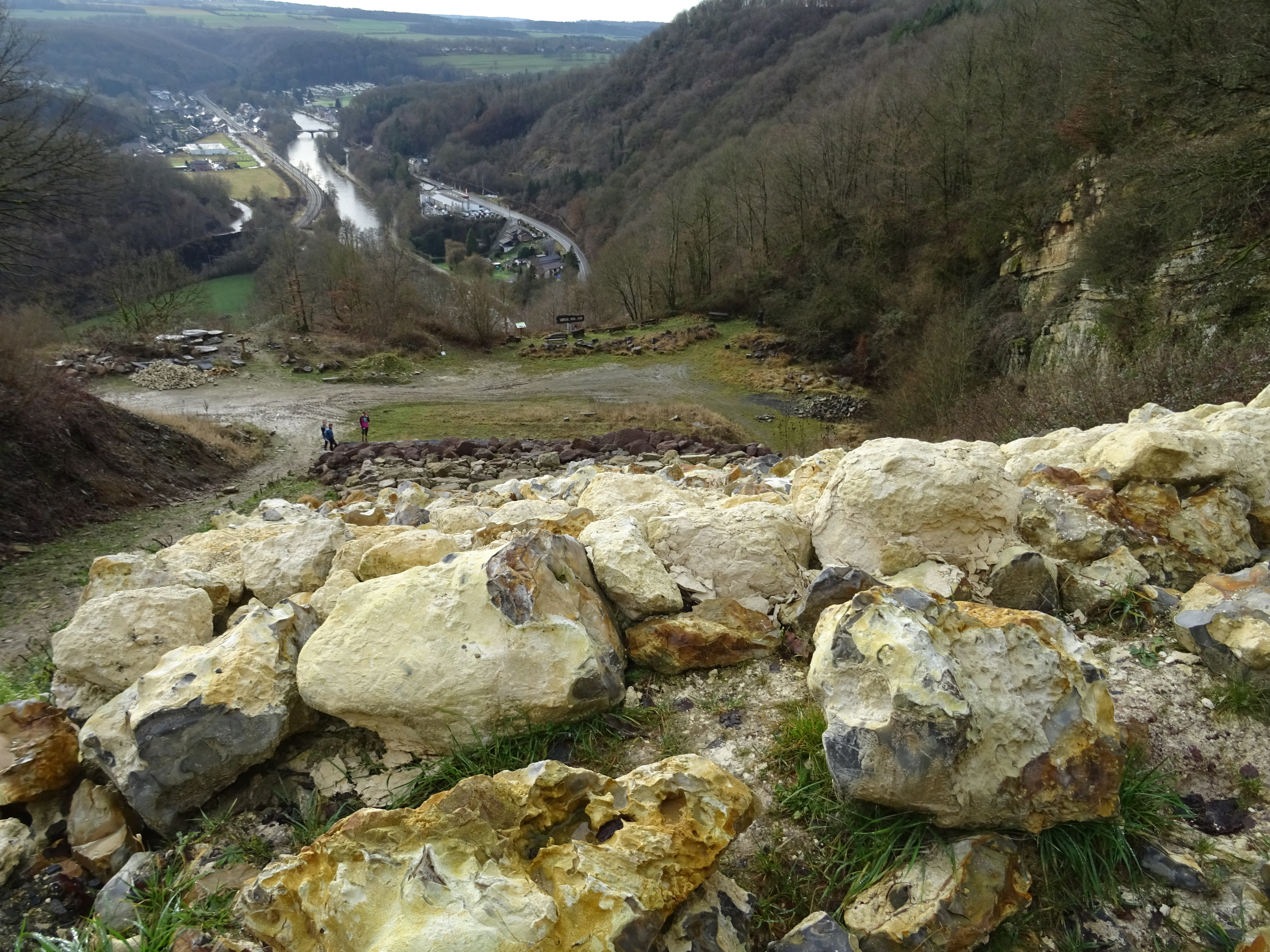
Comblain-la-Tour vu du mur géologique
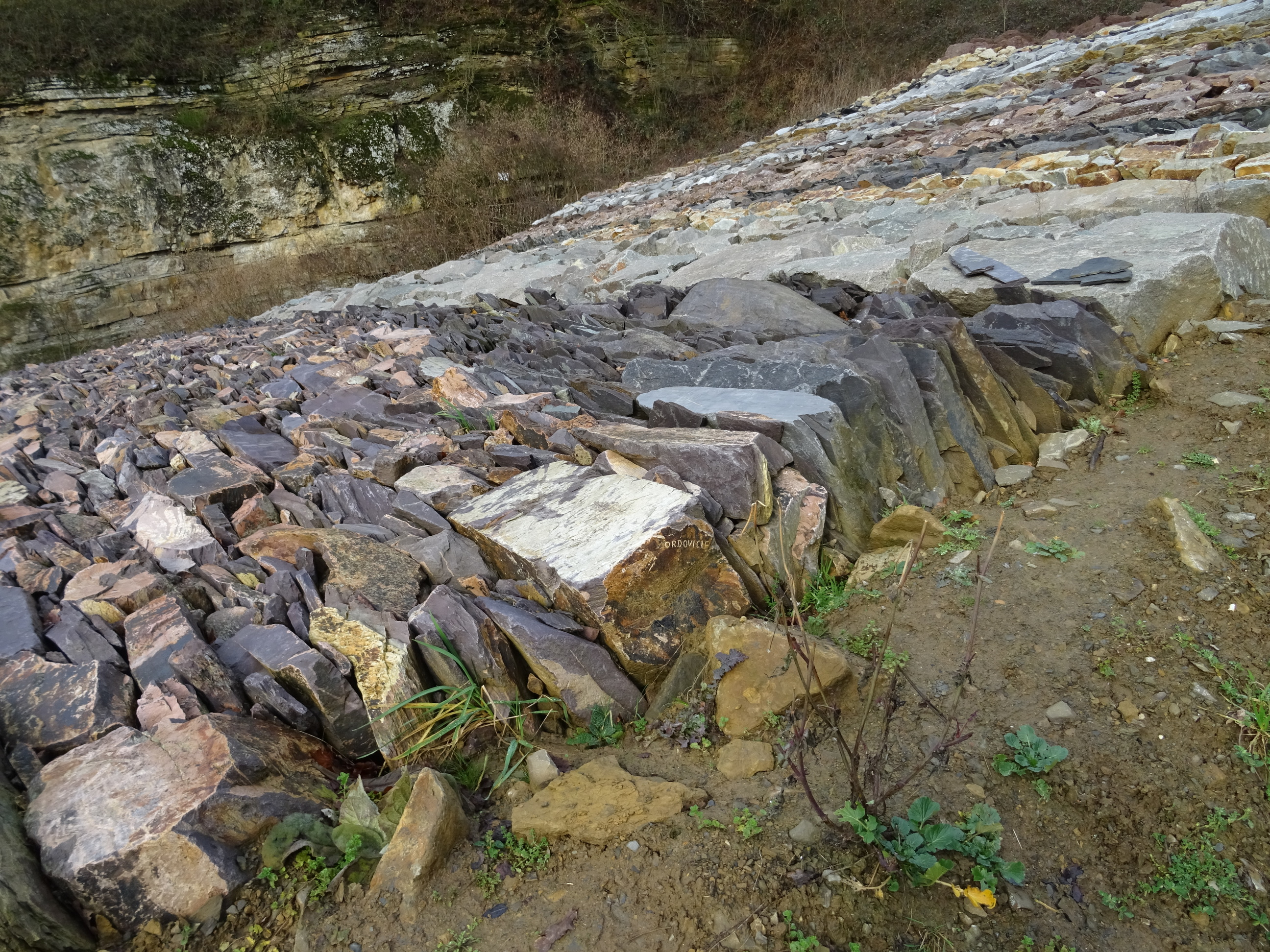
Détail autour de l'Ordovicien